# Kusu nilowy
Kusu nilowy (Arvicanthis niloticus) – gatunek ssaka z rodziny myszowatych. Tradycyjnie uważa się, że występuje w Dolinie Nilu i większości Afryki Subsaharyjskiej, ale brak jest dokładniejszych badań, więc obszar występowania może być dużo mniejszy. Jest też spotykany na południu Półwyspu Arabskiego (Jemen, Oman).

## Wygląd
Długość ciała wynosi 10–20 cm, masa ciała 50–180 g, samce nieco większe od samic. Pokryty krótkimi włosami ogon ma długość ok. 10 cm. Głowa jest okrągła, z dużymi oczami i krótkim pyskiem. Sierść przybiera kolor od brązowego po żółty.

## Tryb życia
Żyje w grupach na terenach porośniętych krzewami i drzewami. Samce przemieszczają się pomiędzy grupami, samice całe życie spędzają w jednym stadzie. Żyją w norach, na głębokości ok. 20 cm pod ziemią. Charakterystyczne dla nich jest tworzenie „dróg” w trawie – specjalnych ścieżek, które zwierzęta utrzymują w czystości, sprzątając z nich resztki roślin. Żywią się głównie roślinnością, choć czasami zjadają bezkręgowce.

## Rozmnażanie
Zwierzęta rozmnażają się przez cały rok. Samica po ok. 25 dniach ciąży rodzi 4–12 młodych (zwykle 5). Samice mogą podczas karmienia zajść w ciążę, co oznacza, że są zdolne wychować jeden miot co miesiąc. Młode są karmione mlekiem przez ok. 3 tygodnie, osiągają dojrzałość płciową w wieku 4–5 miesięcy. Zwierzęta te w niewoli żyją średnio 2 lata, nie wiadomo, ile wynosi średnia długość życia na wolności, ale prawdopodobnie nie dożywają roku.